# Il mondo insieme
Il mondo insieme è stato un programma televisivo condotto da Licia Colò, in onda dal 7 dicembre 2014 al 23 aprile 2023 su TV2000.

## Nascita della trasmissione
La trasmissione nacque dopo l'addio di Licia Colò al programma Alle Falde del Kilimangiaro di Rai 3: infatti il programma prese spunto dalla storica trasmissione, mostrando documentari della flora e della fauna, invitando ospiti che sfidano la natura per passione ed esperti in studio. Il 22 dicembre 2023, la stessa Licia Colò tramite un post ufficiale su Facebook ne annuncia la sospensione.

## Il mondo insiemenel web
La trasmissione per volere della stessa conduttrice, è stata molto presente nel web, per mantenere un contatto diretto con i telespettatori del programma. Infatti Licia Colò lamentava che Alle Falde del Kilimangiaro, mancava di comunicazione diretta con il pubblico.